# Драматический театр Восточного военного округа

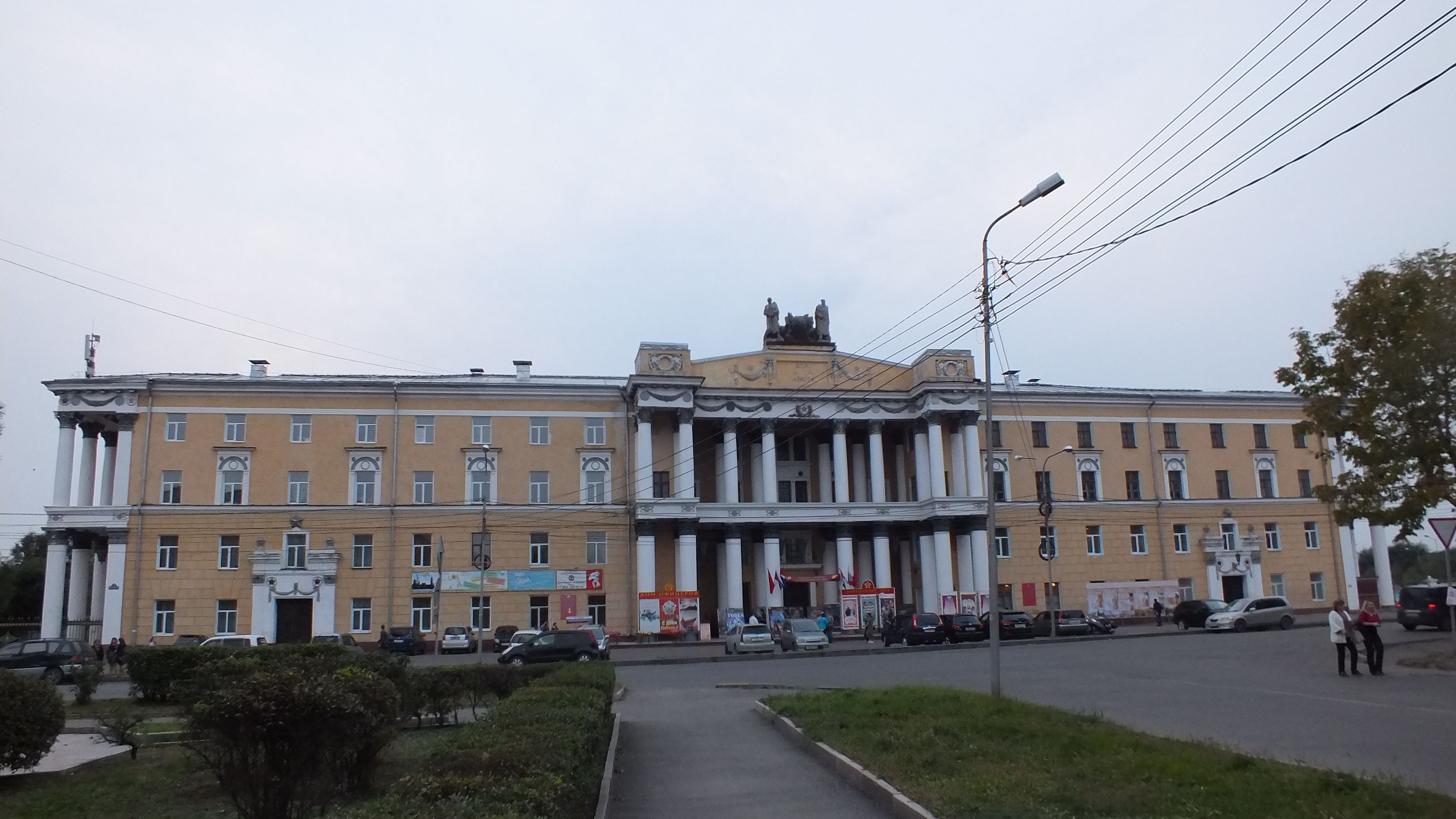
Уссурийск, гарнизонный Дом офицеров.

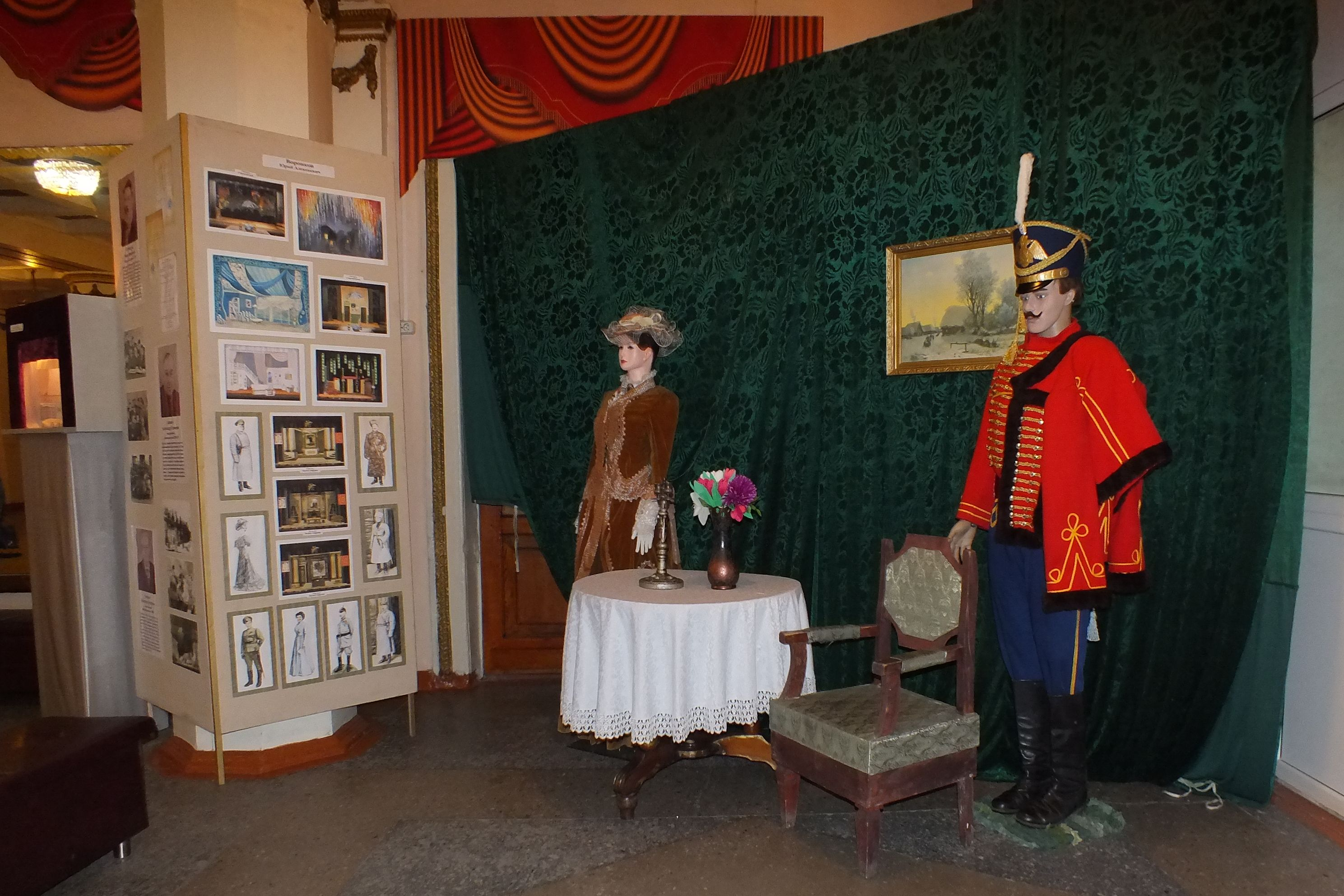
Поручик Ржевский встречает гостей в фойе театра.

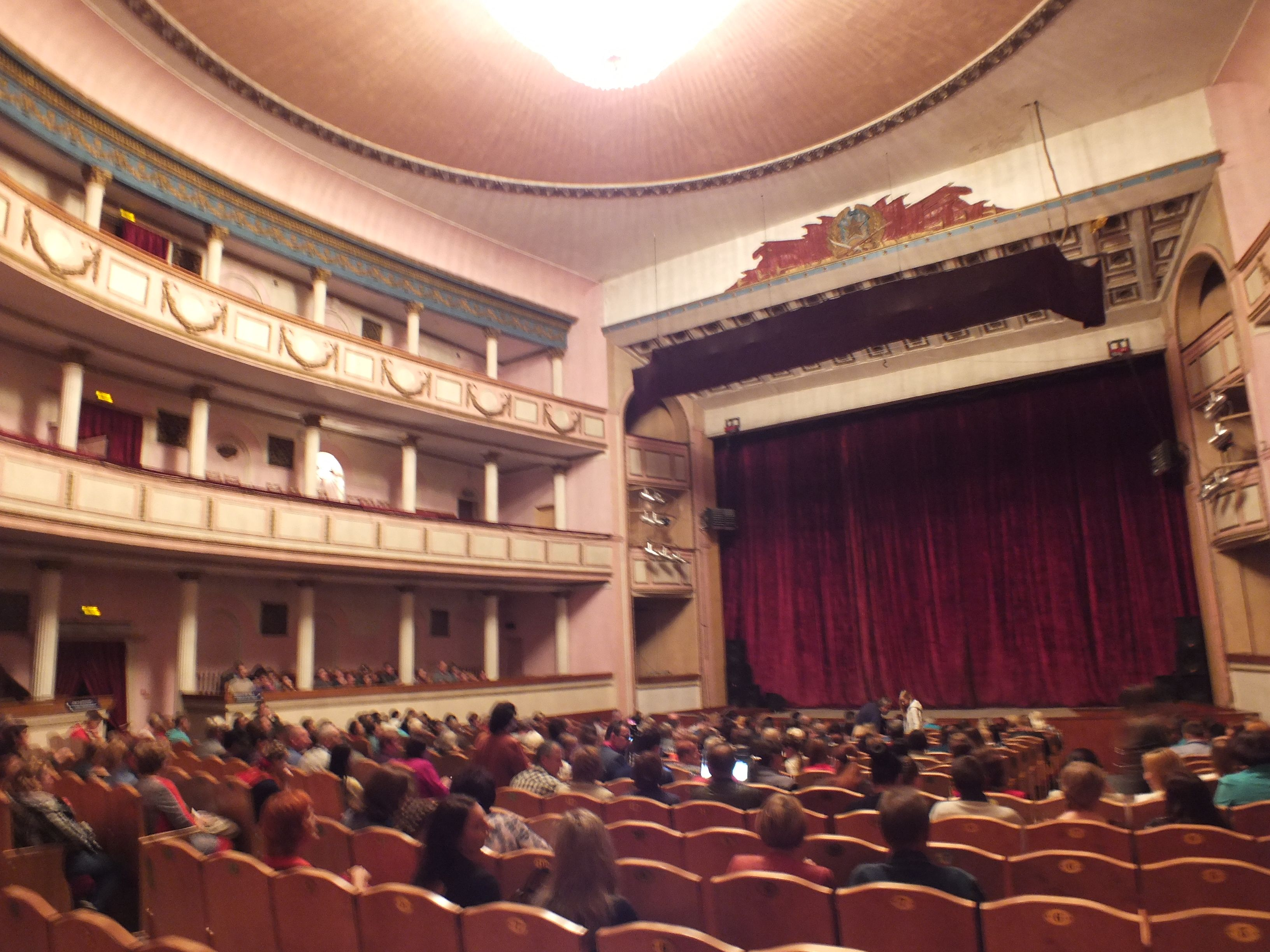
Зрительный зал.

Драмати́ческий теа́тр Восто́чного вое́нного о́круга — драматический театр в городе Уссурийске Приморского края, филиал Центрального Академического театра Российской армии.
Драматический театр Восточного военного округа — ведомственное учреждение культуры Российской (ранее Советской) армии (Министерство обороны Российской Федерации), в нём проходят срочную службу выпускники театральных ВУЗов.
Театр работает в Доме офицеров Уссурийского гарнизона, в большом здании «сталинской» постройки (городской памятник архитектуры).
Количество зрительных мест — 960.
В Доме офицеров также работает музей, кинозал на 240 мест, спортивный, бильярдный, танцевальный залы, библиотека с бесплатным доступом в интернет.

## История Драматического театра Восточного военного округа
- В 1930-е годы в Ворошиловском Доме Красной армии создана театральная студия, которой руководил Фирс Ефимович Шишигин[3]

С 1928 по 1954 год Ворошиловский Дом Красной армии размещался в здании Народного Дома, ул. Володарского 22.
- 1937 — на основе студии создан театр 1-й Особой Краснознамённой Дальневосточной армии, Фирс Шишигин — первый главный режиссёр театра.
- 1941 — в театр влились эвакуированные актёры Сталинского (Донецкого) театра комедии, объединённый коллектив возглавил приехавший с Украины Александр Семёнович Ларский.

В годы Великой Отечественной войны театр продолжал работу, в 1945 году давал спектакли на фронте бойцам, участвовавшим в Маньчжурской операции.
- 1952 — гастроли в Китае, театр давал спектакли советским бойцам в Порт-Артуре.

В послевоенные годы театр много гастролирует, выезжая в отдалённые гарнизоны, пограничные заставы.

## Выдающиеся люди театра
Фирс Шишигин, первый режиссёр театра.
Александр Ларский, возглавлял театр в годы войны, автор нескольких пьес, исполнитель многих ролей.
В театре работали народные артисты РСФСР Н. Белоусов, Олег Фандера; заслуженные артисты РСФСР М. Светланов, Т. Ларина, А. Михалёв, О. Демидов, И. Кастель, В. Лютиков, Н. Нельская, А. Легран, В. Мороз, А. Беляев, В. Пономарёва, Н. Орлова, С. Соловьёв.
Б. А. Светличный за 20 лет работы в Драматическом театре Восточного военного округа поставил около 50 спектаклей.

## Некоторые постановки прошлых лет
| - «Человек с ружьём» Н. Погодин - «Слава» В. Гусев - «Падь серебряная» Н. Погодин - «Аристократы» Н. Погодин - «Год 19-й» И. Прута - «Любовь Яровая» К. Тренев - «Гроза» А. Островский - «Последние» М. Горький - «Шёл солдат с фронта» В. Катаев - «Иван Голубь» А. Ларский - «Парень из нашего города» К. Симонов - «Профессор Мамлюк» Вольф - «Давным-давно» Ф. Гладков - «Нашествие» А. Леонов - «Порт-Артур» А. Степанов - «Весна двадцать первого» А. Штейн - «Разлом» В. Лавренев - «Барабанщица» А. Салынский - «Последние рубежи» Ю. Чепурин - «Крепость над Бугом» С. Смирный - «Командарм» Г. Березко | - «Сильные духом» Д. Медведев - «За вторым фронтом» В. Собко - «Разгром» А. Фадеев - «Дорогами войны» В. Шадрин - «В списках не значился» Б. Васильев - «Первая конная» В. Вишневский - «Метелица» В. Панова - «Отчизна моя — Россия» Б. Васильев и А. Рапопорт - «Поэма о солдате» В. Шаврин - «Внук короля» Л. Шейнин - «Это моё» И. Бакуринский - «Веселка» М. Зарудный - «…И аз воздам» Ю. Кузнецов - «Десант» (Чечня на рубеже веков) Б. Светличный - «Донна Люция» Ю. Хмельницкий - «Моя жена — лгунья» М. Мэйо и М. Эннекен - «Полынь» М. Ворфоломеев - «Кавказский пленник» Н. Иванов - «Так и будет» К. Симонов |

## Сегодняшний день театра
Директор: Н. Столбоушкин; главный режиссёр А. Похресный; главный администратор: В. Лузикова.
Главный художник: Ю. Воронков; художник-постановщик: П. Кирина; помощник режиссёра по литературной части: Л. Карева; помощник режиссёра по труппе: Л. Столбоушкина.
В репертуар Драматического театра Восточного военного округа также входят детские спектакли:
- Василиса Прекрасная. Сказка. Е. Черняк.
- Верные друзья. Музыкальная сказка. С. Майский.
- Волшебные снеговички. Музыкальная сказка. А. Веселов.
- Давайте жить дружно. Музыкальная сказка. А. Хайт.
- Два клёна. Сказка. Е. Шварц.
- Жила-была Сыроежка. Музыкальная сказка. В. Зимин.
- Золотой цыплёнок. Музыкальная сказка. В. Орлов.
- Иван — Новый год. Новогодняя сказка. Б. Федотов.
- Кот в сапогах. Романтическая музыкальная сказка. И. Чернышёв.
- Мишкин светофор. Музыкальное представление по правилам дорожного движения. А. Заболотников.
- Морозко. Сказка. И. Токмакова.
- Похождения влюбленного комара. Мюзикл для детей. И. Лиозин.
- Сокровище Бразилии. Сказка. К. Машаду.
- Теремок. Сказка. С. Маршак.
- Умница мартышка. Музыкальная сказка. А. Ореховский.

## Современная труппа театра

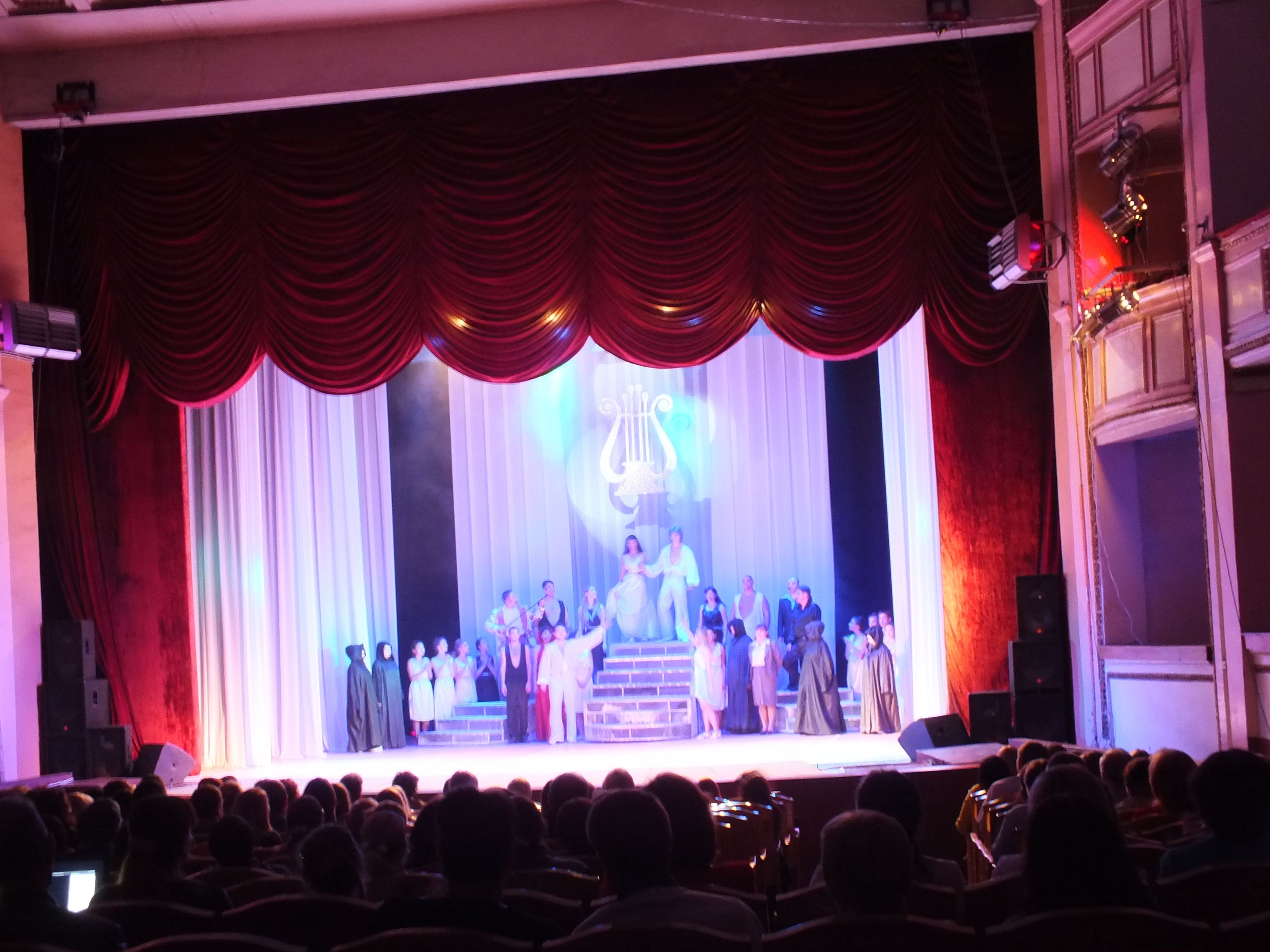
Закончился мюзикл «Орфей и Эвридика», актёры приветствуют зрителей.

В 2010-е годы в Драматическом театре Восточного военного округа работают:
- Народный артист Российской Федерации В. Тютюнник.
- Заслуженные артисты России: Г. Федоткина, Д. Рябинина, Т. Савиных, М. Сотникова.
- Артисты: А. Болсуновский, О. Бондарева, Е. Галушкина, С. Денежкин, Э. Денежкина, В. Кирин, Е. Киселева, М. Лойко, А. Ракша, Л. Столбоушкина, Д. Ступников, И. Терешкина, Д. Зубок, И. Чужинов, Д. Широков.

## Современный репертуар

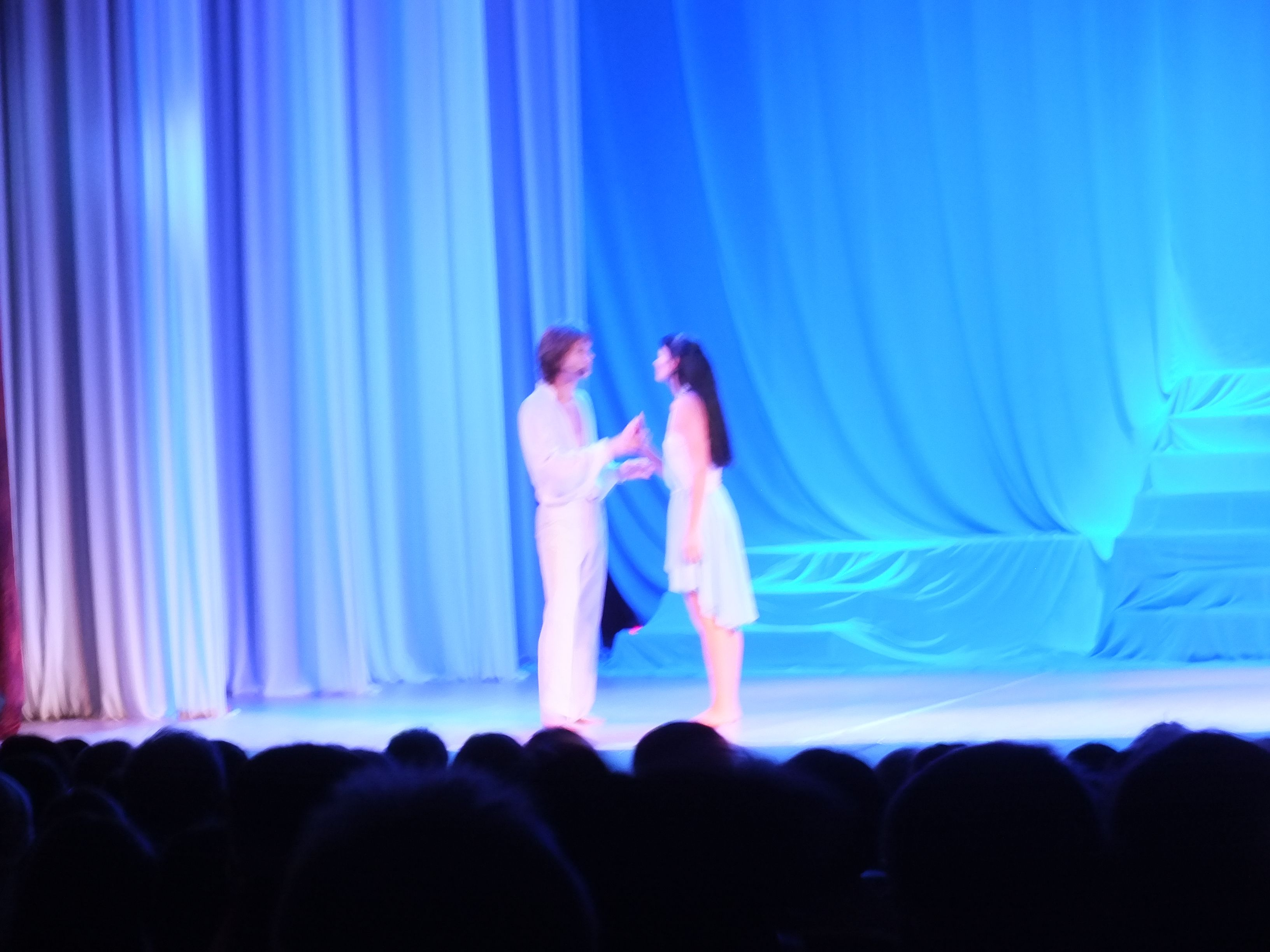
Сцена из мюзикла «Орфей и Эвридика».

- А зори здесь тихие… Драма. Б. Васильев.
- Белый вальс. Героическая баллада. А. Дударев.
- Рядовые Драма. А. Дударев.
- Так и будет. Мелодрама. К. Симонов.
- В порядке исключения. Комедия. Ю. Виноградов.
- Белая гвардия. Драма. М. Булгаков.
- Женитьба. Комедия. Н. Гоголь.
- За чем пойдёшь, то и найдёшь. Музыкальная комедия. А. Островский.
- Чеховские водевили. По рассказам А. Чехова.
- Изобретательная влюблённая. Комедия. Лопе де Вега.
- Американская рулетка. Комедия. А. Мордань.
- Меня зовут мсье Ляппен. Комедия-фарс. Р. Шарт.
- Ночь святого Валентина. Драма. А. Мордань.
- Пять романсов в старом доме. Лирическая комедия. В. Арро.
- Счастливый день рождения. Комедия. И. Лиозин.
- Белый лист. Социальная драма. В. Ткачев
- Поединок. Страдания юного прапорщика. Трагикомедия. А. Куприн.
- Орфей и Эвридика. Мюзикл, премьера в октябре 2016 г.